# Municipio de Scott (condado de Montgomery, Indiana)
El municipio de Scott (en inglés: Scott Township) es un municipio ubicado en el condado de Montgomery en el estado estadounidense de Indiana. En el año 2010 tenía una población de 837 habitantes y una densidad poblacional de 9,01 personas por km².

## Geografía
El municipio de Scott se encuentra ubicado en las coordenadas 39°53′54″N 86°52′10″O / 39.89833, -86.86944. Según la Oficina del Censo de los Estados Unidos, el municipio tiene una superficie total de 92.93 km², de la cual 92,9 km² corresponden a tierra firme y (0,04 %) 0,04 km² es agua.

## Demografía
Según el censo de 2010, había 837 personas residiendo en el municipio de Scott. La densidad de población era de 9,01 hab./km². De los 837 habitantes, el municipio de Scott estaba compuesto por el 98,92 % blancos, el 0,12 % eran afroamericanos, el 0,48 % eran amerindios, el 0,12 % eran asiáticos y el 0,36 % eran de una mezcla de razas. Del total de la población el 1,67 % eran hispanos o latinos de cualquier raza.